# Yevgueni Sabáyev
Yevgueni Sabáyev (Moscú, Unión Soviética, 24 de abril de 1973-ibídem, 5 de agosto de 1998) fue un gimnasta artístico ruso, subcampeón del mundo en 1994 en el concurso por equipos.

## Carrera deportiva
En el Mundial de Dortmund de 1994 gana la medalla de plata en el concurso por equipos —Rusia queda tras China (oro) y por delante de Ucrania (bronce)—; sus compañeros en el equipo ruso fueron: Evgeni Joukov, Dmitri Karbanenko, Alexei Nemov, Dmitri Trush, Dmitri Vasilenko y Alexei Voropaev.
En el Mundial de Sabae 1995 gana la medalla de bronce en la general individual, tras el chino Li Xiaoshuang y el bielorruso Vitaly Scherbo.